# 张飞
张飞（？—221年），字益德，东汉末年幽州涿郡（今河北省保定市涿州市）人氏，三国时期蜀汉名将，亦是劉備的主要親信之一，與關羽並称“万人敌”。
官至车骑将军、领司隶校尉，封西乡侯，后遇刺身亡，蜀汉追谥桓侯，是为西乡桓侯。元朝加封为武義忠顯英烈靈惠助順王。
陈寿在撰写《三国志》的时候，将張飛与關羽、馬超、黃忠、趙雲合为一传（《三国志·蜀书·关张马黄赵传》），罗贯中的長篇小說《三国演义》中又将該五人并称“五虎上将”，隨著民間劇目的發展，便广为世人所知。而在中国传统文化中，张飞以粗獷剛烈好酒著称，虽然此形象主要来源于小说和戏剧等民间艺术，但已深入人心。

## 表字
張飛表字為「益德」，而並非很多人误以为的「翼德」，以为「翼」才跟「飞」字相协。但其实「益」是「鷁」的通假字，「鷁」是一种会飞的水鸟，以应“飞”字。
小说家不明古音，以为“益”与“飞”不协，故改“益”为“翼”。比如清毛綸、毛宗崗父子評改《三國演義》將字改为翼德。但明嘉靖刊本《三國志通俗演義》、萬曆金陵周曰校刊本《三國志通俗演義》、萬曆刊本《李卓吾先生批評三國志》等都維持「益德」。

## 生平

### 四方征戰
中平元年（184年），与关羽在涿郡跟随刘备起兵，随从周旋，不避艰险。关羽年长张飞数岁，张飞事之如兄。刘备领平原相，关羽、张飞皆为别部司马，分统部曲。三人寝则同床，恩若兄弟。
兴平元年（194年），刘备领徐州牧，以张飞为司马。
建安元年（196年），左将军袁术不忿刘备据有徐州，自淮南来攻，两军在盱眙、淮阴相持，张飞留守下邳。下邳相曹豹与张飞不和，勾结当时正寄寓在徐州的奋武将军吕布袭取下邳。张飞杀曹豹，引起丹杨兵叛变，中郎将许耽开门引吕布入城。刘备将士在前方听说家属被俘，军无战心，不得已而投降吕布。吕布将刘备安置在小沛，而刘备兵力逐渐恢复到万余人，引起吕布警觉，于是再次进攻刘备，刘备西奔司空曹操。曹操表荐刘备为豫州牧，让他继续在小沛牵制吕布。
建安三年（198年），曹操东征，消灭吕布，表荐刘备为左将军，关羽、张飞为中郎将。刘备与车骑将军董承等人受汉献帝的衣带诏，密谋诛杀曹操。
建安四年（199年），僭号称帝的袁术因为势力衰弱打算北投身为大将军的从兄袁绍，刘备主动请缨去徐州截击袁术，会袁术病死，所部依附庐江太守刘勋。于是刘备在下邳杀死徐州刺史车胄，留关羽守下邳，身还小沛。
建安五年（200年），曹操东征，刘备战败，北投袁绍，关羽被俘，后逃归刘备。史书并未记载张飞是否曾与刘备失散或重聚，只知同年张飞在谯郡遇到曹操大将夏侯渊的侄女并纳为妻室。曹操随后在官渡之战中大败袁绍。

### 據水斷橋

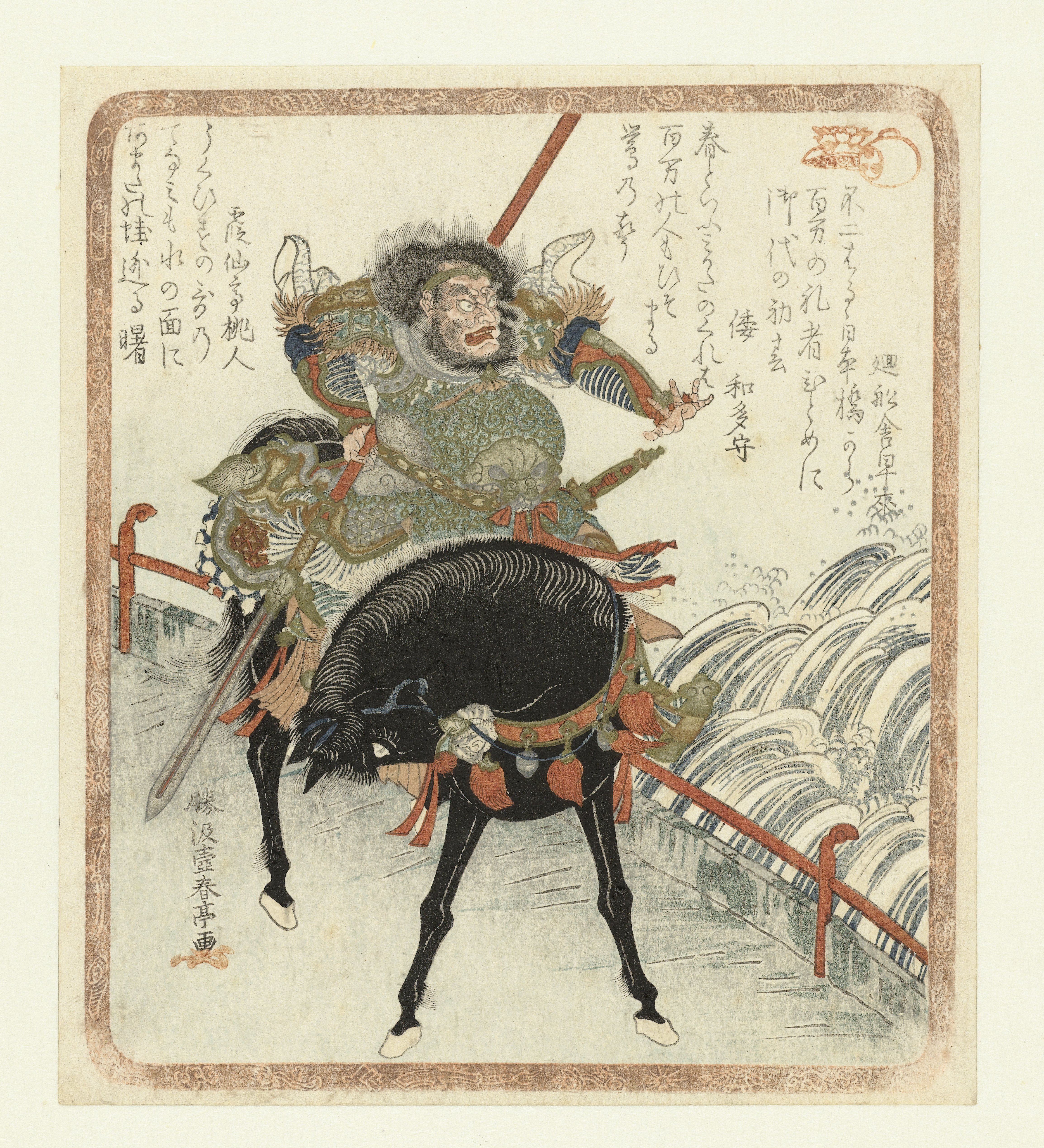
日本浮世繪里的張飛

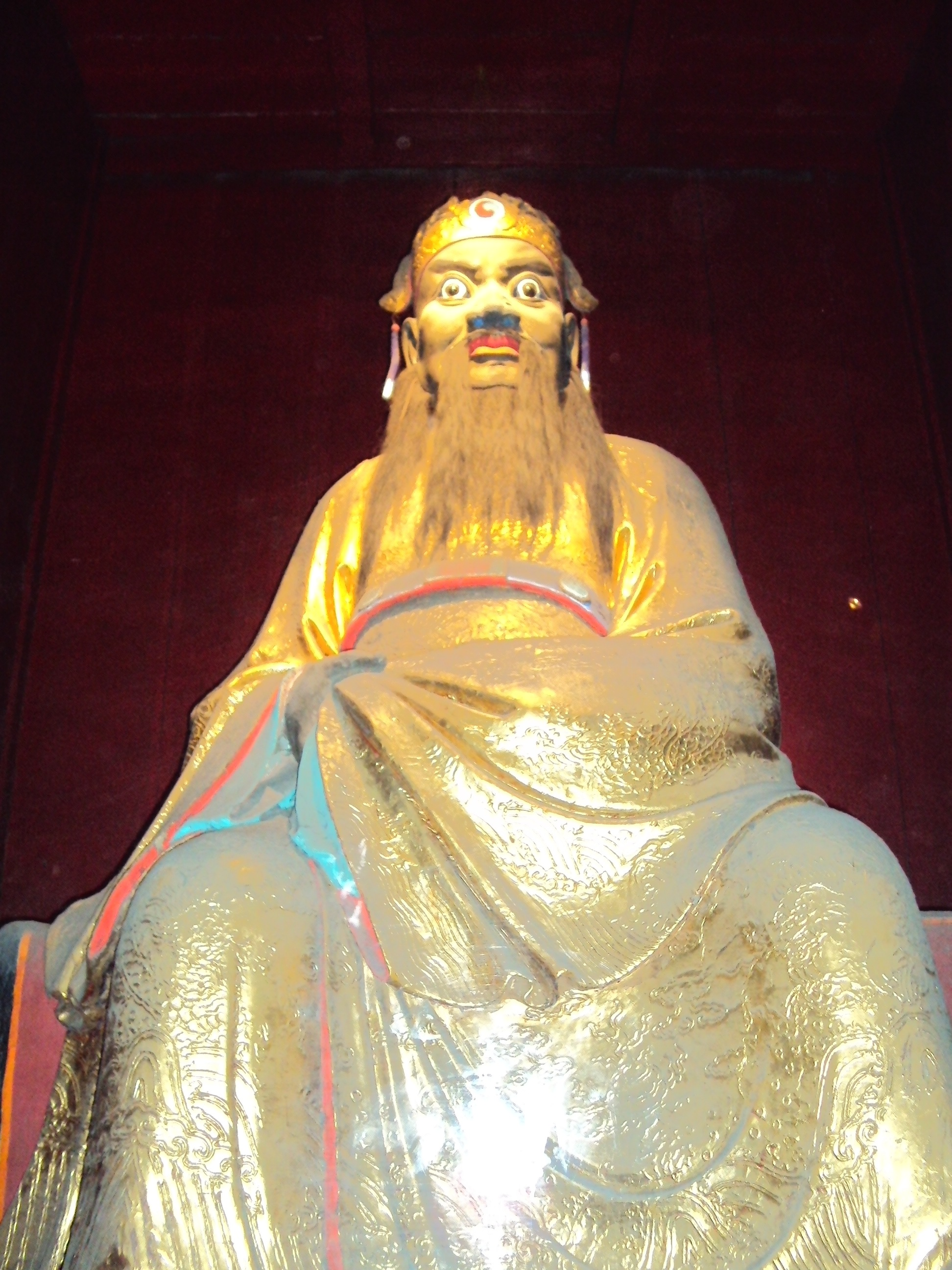
成都武侯祠前部汉昭烈庙中的张飞塑像

建安十三年（208年），丞相曹操南征刘表，恰逢刘表病死，少子刘琮投降曹操。刘备自樊城经襄阳南下江陵，诸葛亮劝刘备袭取襄阳，被刘备拒绝。曹操抵达襄阳，听说刘备已经南下，立即派出曹純率領五千精骑追击，一日一夜追出三百余里，在当阳长坂坡追上刘备，刘备和诸葛亮、张飞、赵云等数十骑逃亡。张飞奉命率二十骑断后，赵云则保护甘夫人和阿斗慢行。张飞依仗地勢，据水断桥，嗔目横矛，咆哮道：“身是张益德也，可来共决死！（我就是张益德，放马过来决一死战！）”，吼声震天。因张飞素有勇名，敌军内无人敢于向前，刘备等人得以顺利撤退至汉津，与关羽船队会合，然后抵达夏口，会合刘表长子江夏太守刘琦。刘备以诸葛亮为使，联合割据江东的讨虏将军孙权，在赤壁之战中击败曹操，曹操留行征南将军曹仁、横野将军徐晃于江陵，使折冲将军乐进守襄阳，然后北还。赤壁之战中，刘备、关羽、张飞的战斗力给讨虏将军帐下左部督周瑜留下了深刻印象，他在之后给孙权的上书中称“刘备以枭雄之姿，而有关羽、张飞熊虎之将”；然而早在赤壁之战前，曹操的谋士奋武将军程昱就已经盛称“刘备有英名，关羽、张飞皆万人敌也”了。

### 佔荊奪益

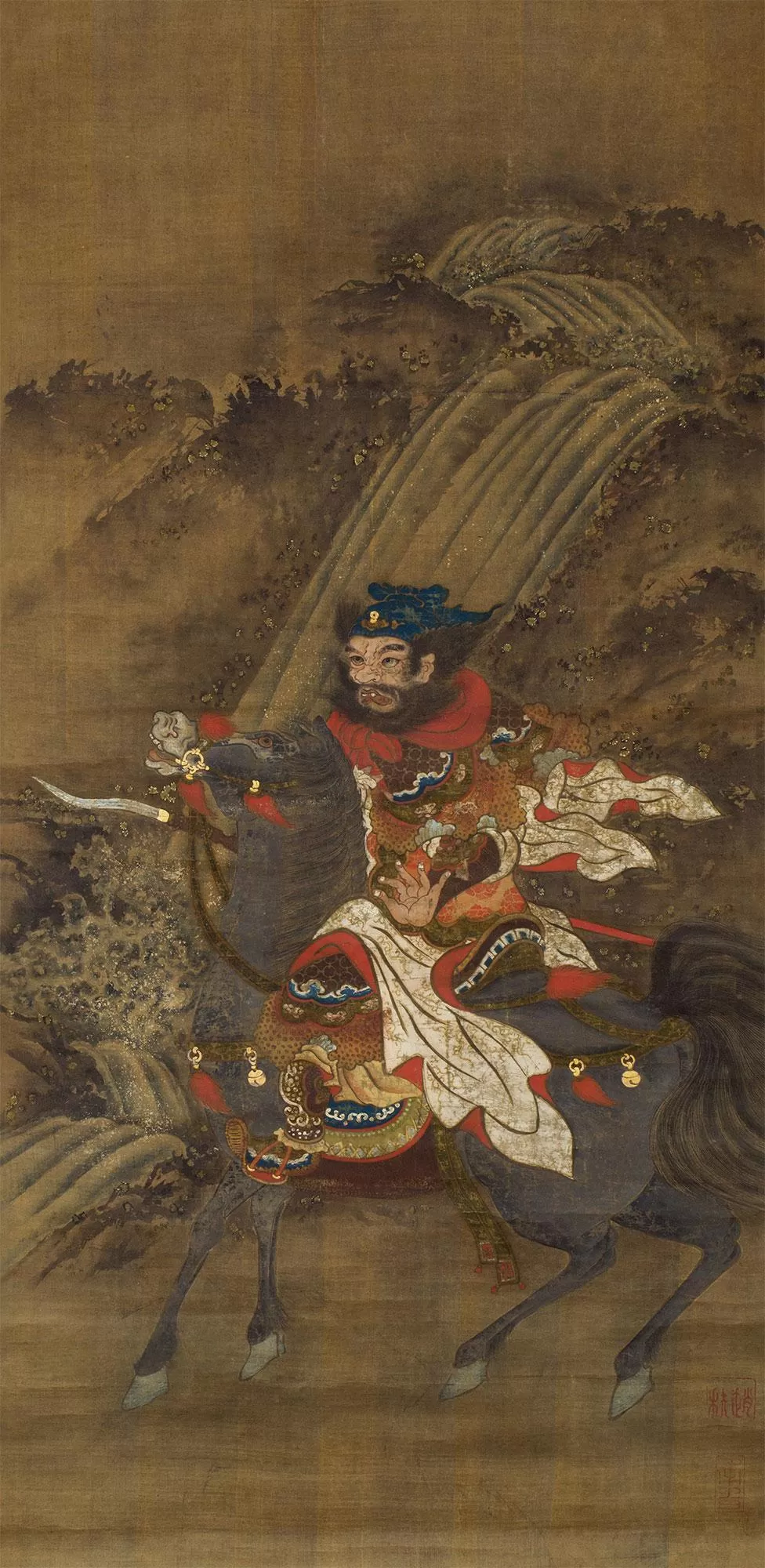
张飞图，赵秩绘

赤壁之战后，刘备南征武陵、长沙、零陵、桂阳，四郡皆降。江陵之战时由于吴将周瑜围困江陵日紧，而关羽又断绝北道，曹仁、徐晃放弃江陵突围。当时刘备派张飞率领一千人追随周瑜作战，换来周瑜两千人马跟随关羽用来堵截曹仁后方。战后刘备封拜元勋，以关羽为荡寇将军、襄阳太守，张飞为征虏将军、宜都太守，封新亭侯，其間宜都實為孫權勢力範圍，所以张飞只是可能駐於江北或劉備大本營公安而已。诸葛亮为军师中郎将，趙雲为牙门将军。
建安十五年（210年），偏将军领南郡太守周瑜病死，孙权为减轻军事压力，采纳赞军校尉鲁肃的建议，将江陵转让刘备，张飞转任南郡太守。
建安十六年（211年），刘备受益州牧刘璋之邀入蜀，帮其消灭割据汉中的镇民中郎将领汉宁太守张鲁。刘备北驻葭萌，次年与刘璋反目，召诸葛亮、张飞等夹攻益州。张飞溯流西上，所向披靡，在江州生擒巴郡太守严颜。张飞叱责严颜：“大军至，何以不降而敢拒战？”严颜回答：“卿等无状，侵夺我州，我州但有断头将军，无有降将军也。”张飞大怒，命左右牵去砍头，严颜脸色不变，说：“斫头便斫头，何为怒邪？”张飞大为钦佩，于是释放严颜，待为上宾。张飞随后从垫江西上，与刘璋领帐下司马张裔战于德阳，张裔败退，张飞追至成都，与刘备会合。
建安十九年（214年），刘璋投降，益州平定。

### 北拒曹魏
建安二十年（215年），孙权索要荆州的长沙、零陵、桂阳三郡，刘备不许，孙权便自行委任官吏，遭关羽全部驱逐。孙权大怒，遣庐江太守、偏将军吕蒙督两万人攻取三郡，使汉昌太守、横江将军鲁肃率万人在巴丘牵制关羽，自己则在陆口调度诸军。刘备率五万人到公安，遣关羽将三万兵至益阳。两军尚未开战，魏公曹操已经攻占汉中，张鲁南逃巴中。刘备急忙与孙权议和，转让长沙、桂阳，孙权返还零陵。刘备回到江州，遣护军、偏将军黄权率兵救援张鲁，而张鲁已经投降曹操。曹操北还，留征西将军夏侯渊、平狄将军张郃守汉中，张郃则不断从巴西掳掠百姓，强迫迁徙到汉中。刘备于是以张飞领巴西太守，命其进兵宕渠，在巴西之战中击退张郃。当时两军相持五十余日，张飞率精兵万余人从小道进攻张郃，山道狭窄，首尾不能相救，张郃大败，仅带十余人弃马爬山逃回汉中。
建安二十二年（217年），刘备进攻汉中，分遣张飞、平西将军马超、将军吴兰等攻取武都。曹操遣都护将军曹洪救援。张飞扬言要截断曹洪后路，骑都尉曹休指出此是疑兵之计，劝说曹洪立即进攻吴兰，即大败吴兰，张飞、马超退回汉中，吴兰被阴平氐人强端杀害。
建安二十四年（219年），刘备在定军山与夏侯渊对峙，讨虏将军黄忠推锋必进，阵斩夏侯渊。魏王曹操自长安来援，刘备拒不出战，曹操将士逃亡日益增多，不得不放弃汉中。刘备随即在汉中自称大司马、汉中王，以关羽为前将军，假节钺；马超为左将军、张飞为右将军，假节；黄忠为后将军，赐爵关内侯；法正为尚书令、护军将军。不久，关羽北伐曹操，而孙权偷袭南郡，关羽撤军，所部溃散，在临沮被孙权擒获，献首曹操。

### 閬中遇害

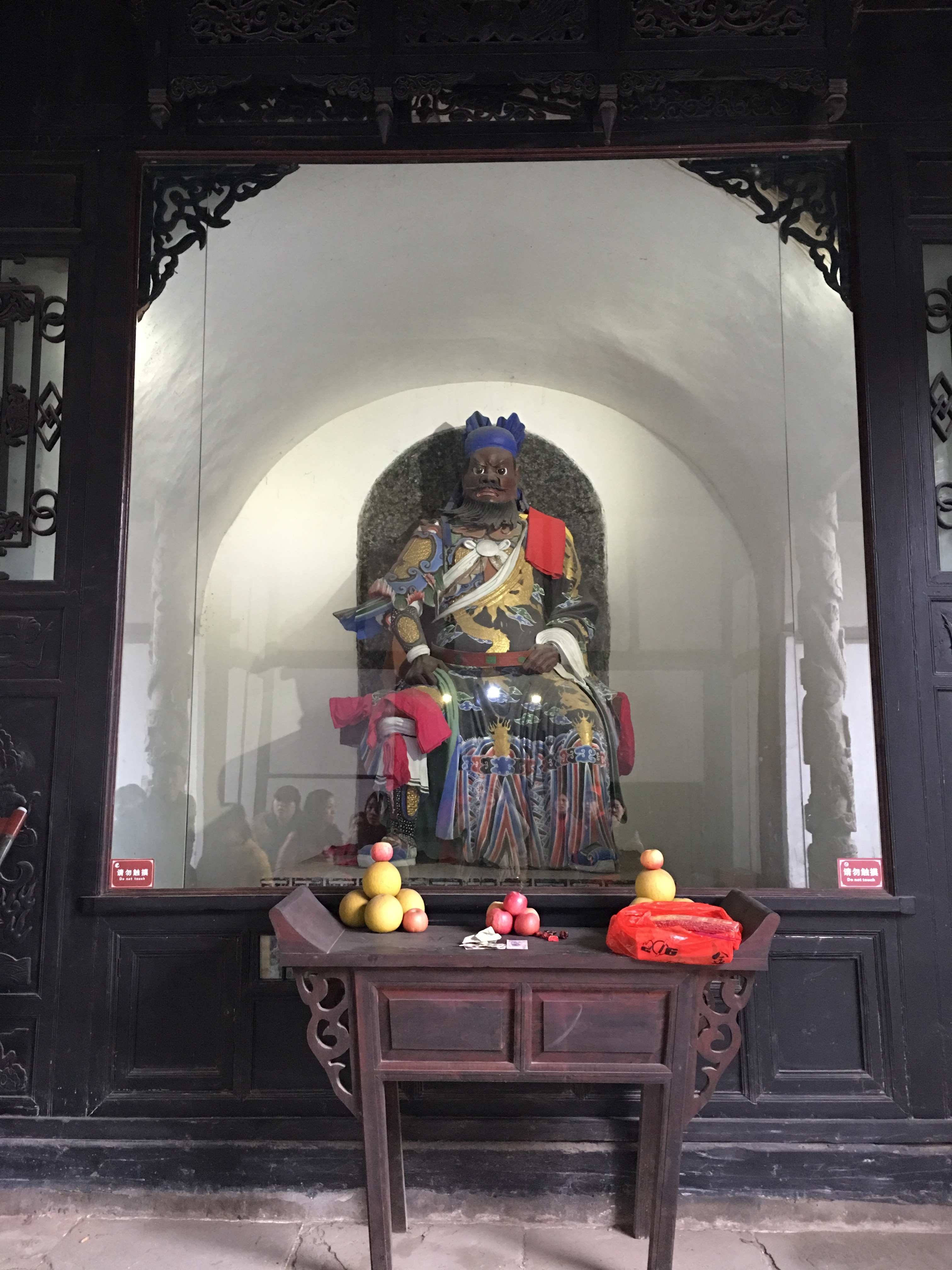
阆中张桓侯祠后部张飞墓亭

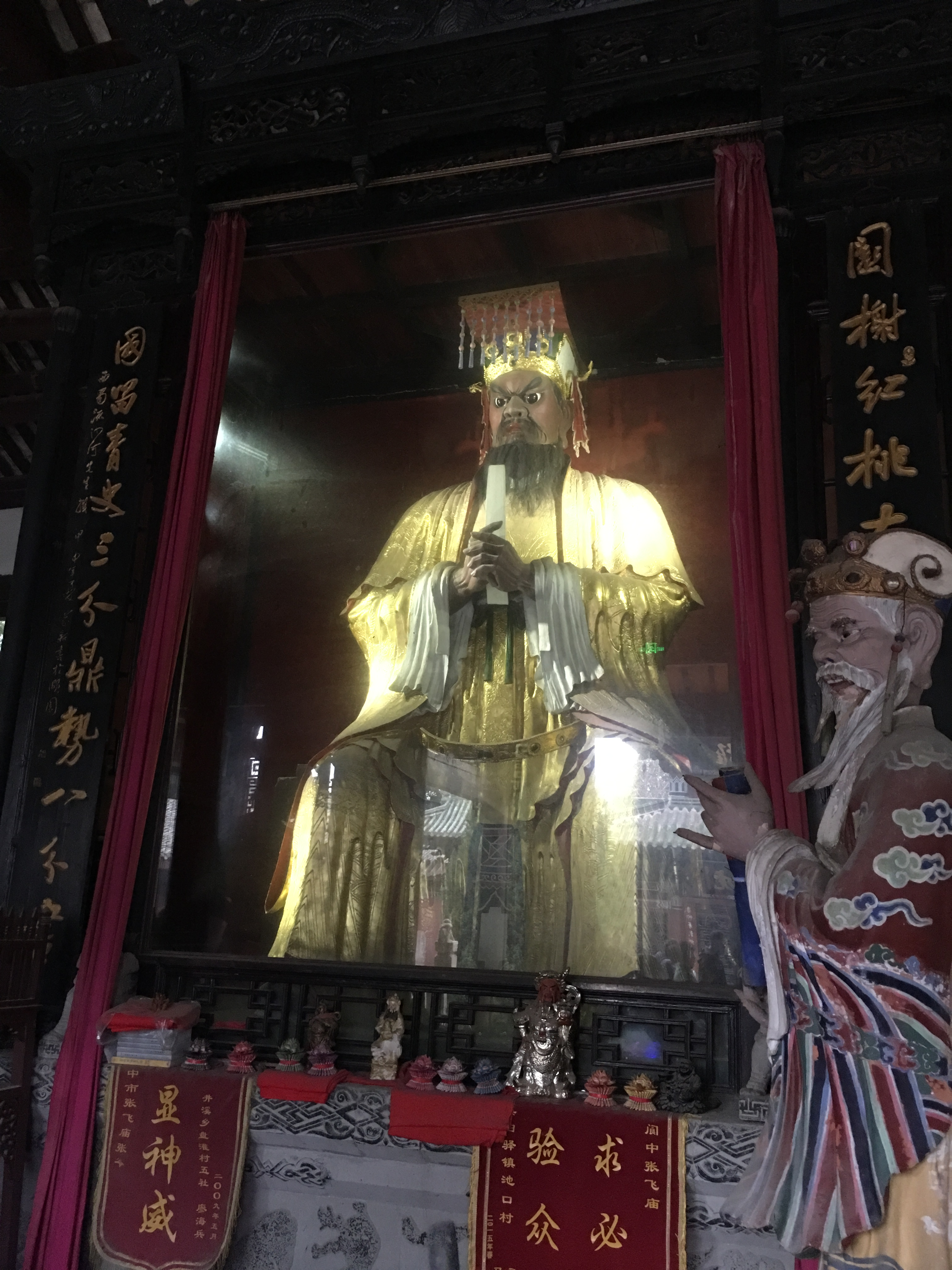
阆中张桓侯祠正殿的张飞塑像

建安二十六年（221年），刘备称帝，改元章武。策诸葛亮为丞相，假节录尚书事；马超为骠骑将军，领凉州牧，进封斄乡侯；张飞为车骑将军，领司隶校尉，进封西乡侯。
张飞素来善待士人而不体恤兵士，刘备时常告诫他：“你对手下士卒刑罚过重，经常鞭打他们，又把他们留在身边侍奉你，这样做日后必成祸患。”张飞听过后仍不悔改。
不久，刘备出兵东征吴王孙权以报关羽之仇，命张飞率万人自阆中至江州会合。临出发前，张飞被帐下将领张达、范彊杀害，两人带其首级东奔孙权。张飞营中都督立即表报刘备，刘备听说是张飞营都督上表，就猜到张飞已经死了，叹息说：“噫！飞死矣。”傷心欲絕。

## 追封

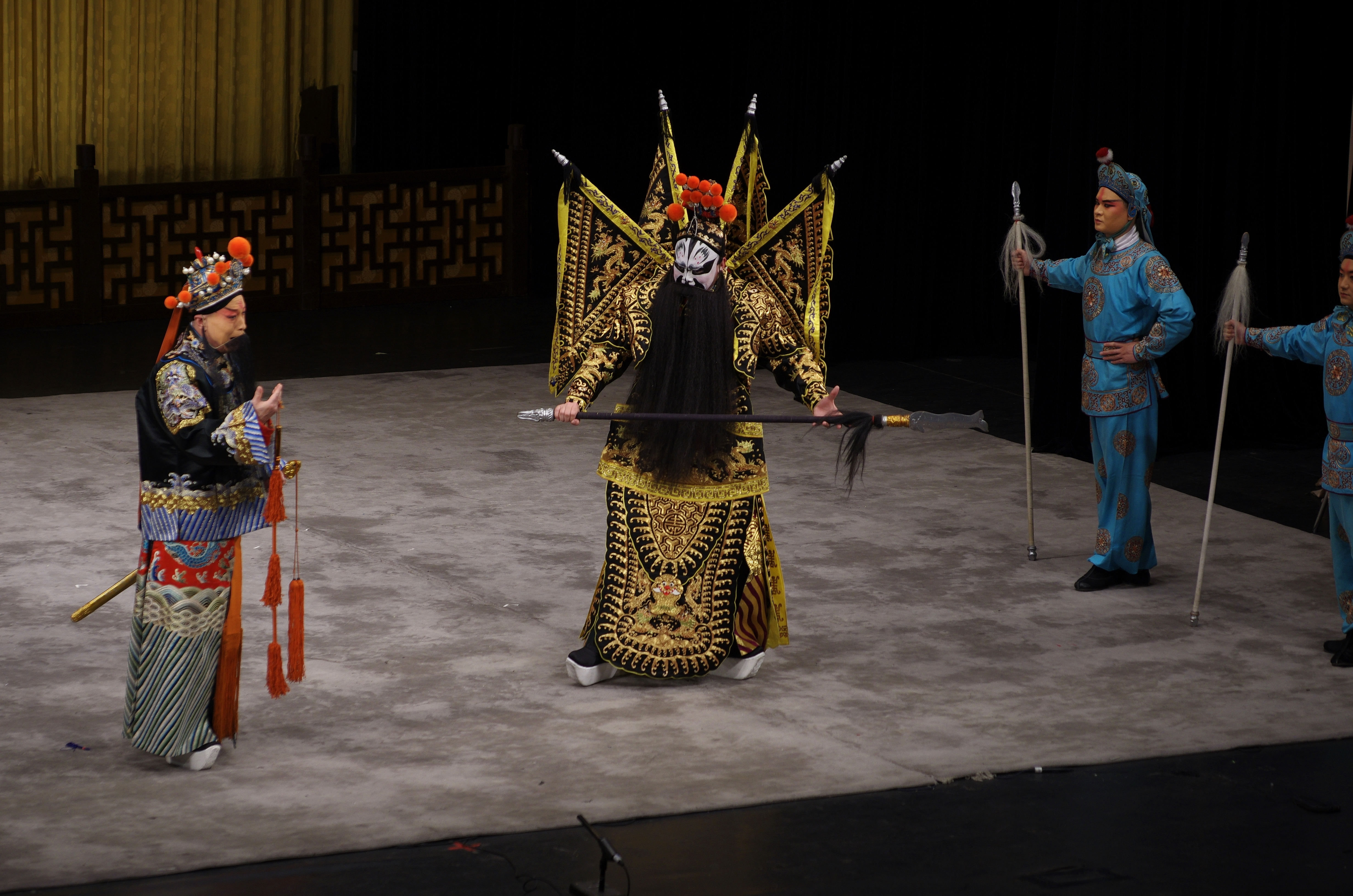
京劇裡的張飛（正中）

蜀汉景耀三年（260年），追谥关羽“壮缪侯”，张飞“桓侯”，马超“威侯”，黄忠“刚侯”；追赐军师中郎将庞统关内侯爵位，谥“靖侯”。
前蜀天汉元年（917年）（其时前蜀改国号为汉）正月，封张飞为灵应王。
元顺帝至元六年（1340年），加封张飞为武义忠显英烈灵惠助顺王。
清代嘉慶帝將「閬中張飛祠」列入「四川省春秋祀典」，成為官方祭祀的大神。

## 人物

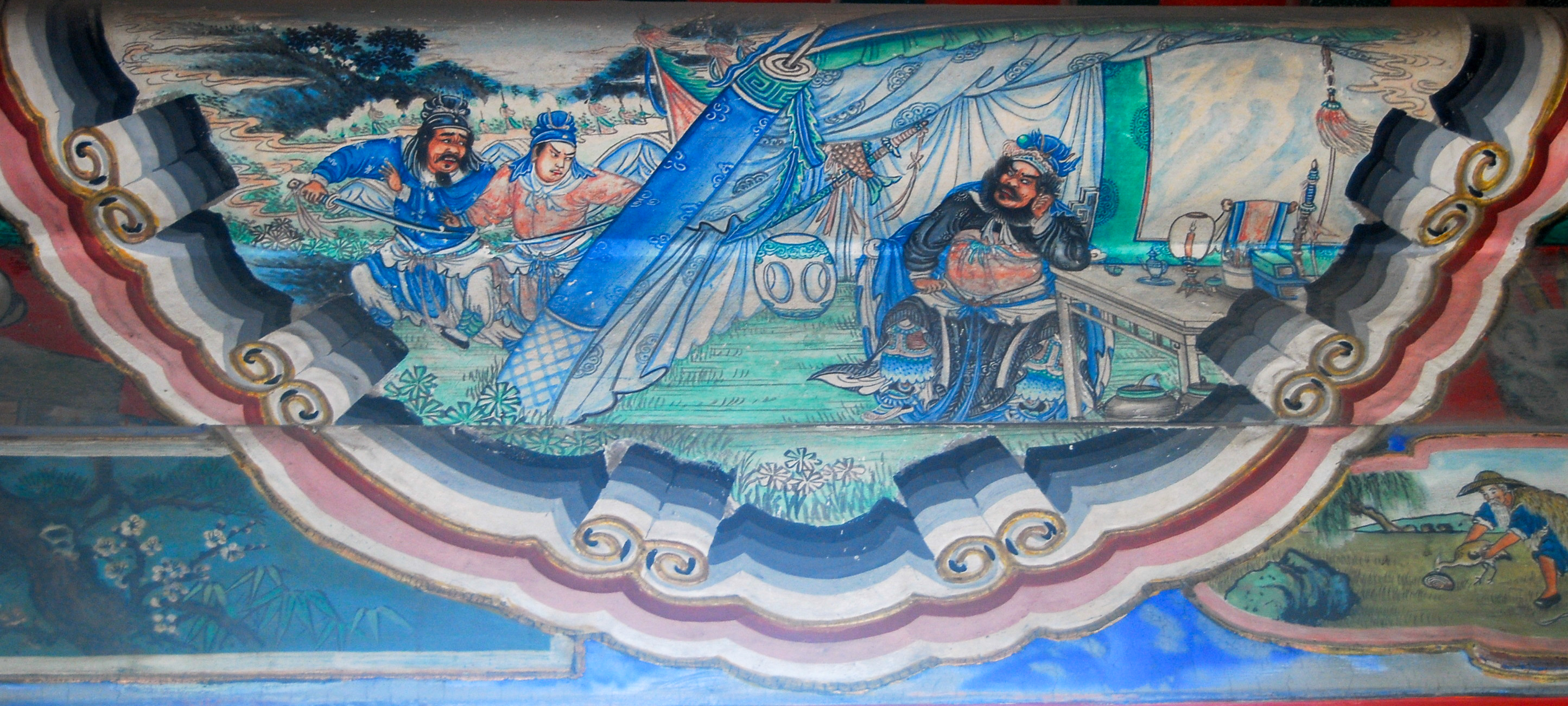
颐和园长廊彩绘：卒為帳下范彊、張達所刺殺。

關羽、張飛皆稱萬人敵，為世之虎臣，羽報效曹操、飛義釋嚴顏，並有國士之風。然羽剛而自矜，飛暴而無恩，皆以短取敗，屬世之常道。
劉備曾勸告張飛道：「卿刑殺旣過差，又日鞭檛健兒，而令在左右，此取禍之道也。（你刑罰殺戮太過度，又常日鞭韃健兒，卻又置他們於左右，這是取禍之道呀。）」卒為帳下張達、范彊所刺殺。
與關羽不同的是，關羽重視武人、輕視士大夫；張飛輕視武人，喜愛結交士大夫。

### 西乡侯爵位等级
张飞西乡侯的爵位，实际上为县侯而非乡侯，西乡指的是涿郡西乡县，“犹张桓侯涿郡人，封西乡侯。西乡，涿郡县名。皆邑侯，非乡侯也”，“涿郡西乡，侯国。在今涿州西北二十里。张侯涿郡人，故以本土宠之也”。

## 生日传说
张飞的生日在正史里没有记载，但中国民间一直流传有张飞出生于农历八月二十八的说法。

## 家庭

### 妻
- 夏侯氏：为夏侯渊侄女，夏侯霸堂妹[23]。夏侯氏在十三、四岁时出外砍柴，被张飞掳走，张飞认为她是良家妇女，遂纳为妻室。生有两女，其长女为刘禅皇后[7]。

### 子女
- 张苞：张飞长子，早逝，但有一子张遵。《三国演義》中虚构其参与诸葛亮北伐，坠崖伤重而亡。
- 张绍：张飞次子，官至侍中、尚书仆射。
- 敬哀張皇后：张飞长女，蜀汉章武元年（221年）纳为太子妃，建兴元年（223年）立为皇后，建兴十五年（237）薨。
- 張皇后：敬哀皇后之妹，建兴十五年（237年）入为贵人，延熙元年（238年）立为皇后。蜀汉灭亡后，随刘禅东迁洛阳，稱「安樂公夫人」。

### 孙
- 张遵：张苞之子，官至尚书。随都护、卫将军诸葛瞻与征西将军邓艾战于绵竹，临阵殁。

## 评价

### 时人评价
- 陈寿：“关羽、张飞皆称万人之敌，为世虎臣。羽报效曹公，飞义释严颜，並有国士之风。然羽刚而自矜，飞暴而无恩，以短取败，理数之常也。”、“初，飞雄壮威猛，亚於关羽，魏谋臣程昱等咸称羽、飞万人之敌也。羽善待卒伍而骄於士大夫，飞爱敬君子而不恤小人。”（《三國志·蜀書·關張馬黃趙傳第六》）
- 劉備：「卿刑殺既過差，又日鞭撾健兒，而令在左右，此取禍之道也。」、「以君忠毅，侔踪召虎，名宣遐迩，故特显命，高墉进爵，兼司于京。其诞将天威，柔服以德，伐叛以刑，称朕意焉。」（《三國志·蜀書·關張馬黃趙傳第六》）
- 傅幹：“刘备宽仁有度，能得人死力。诸葛亮达治知变，正而有谋，而为之相；张飞、关羽勇而有义，皆万人之敌，而为之将；此三人者，皆人傑也。”（《三國志·蜀書·先主傳第二》）
- 杨戏：“关、张纠纠，出身匡世，扶翼攜上，雄壮虎烈。藩屏左右，翻飞电發，济於艰难，赞主洪业，侔跡韩、耿，齐声双德。交待无礼，並致姦慝，悼惟轻虑，陨身匡国。”（《三國志·蜀書·鄧張宗楊傳第十五》）
- 刘巴：“大丈夫处世，当交四海英雄，如何与兵子共语乎？”（《三國志·蜀書·董劉馬陳董呂傳第九》）
- 诸葛亮谓巴曰：“张飞虽实武人，敬慕足下。主公今方收合文武，以定大事；足下虽天素高亮，宜少降意也。”（《三國志·蜀書·董劉馬陳董呂傳第九》）
- 郭嘉：“劉备有雄才而甚得众心。张飞、关羽者，皆万人之敌也，为之死用。”（《三國志·魏書·程郭董劉蔣劉傳第十四》）
- 程昱：“刘备有英名，关羽、张飞皆万人敌也。”（《三國志·魏書·程郭董劉蔣劉傳第十四》）
- 董昭：“劉备勇而志大，关羽、张飞为之羽翼，恐备之心未可得论也！”（《三國志·魏書·程郭董劉蔣劉傳第十四》）
- 刘晔：“今破汉中，蜀人震恐，其势自倾。以公之神明，因其倾而压之，无不克也。若小缓之，诸葛亮明於治而为相，关羽、张飞勇冠三军而为将，蜀民既定，据险守要，则不可犯矣。今不取，必为後忧。”（《三國志·魏書·程郭董劉蔣劉傳第十四》）
- 周瑜：“刘备以枭雄之姿，而有关羽、张飞熊虎之将，必非久屈为人用者。”（《三國志·吳書·周瑜魯肅呂蒙傳第九》）
- 袁准：“张飞、关羽与刘备俱起，爪牙腹心之臣，而武人也。”

### 后人评价
- “值天下大乱，（劉）遐为坞主，每击贼，率壮士陷坚摧锋，冀方比之张飞、关羽。”（《晋书·劉遐傳》）
- “（阎）负、（梁）殊曰：‘骁勇多权略，攻必取，战必胜，关、张之流，万人之敌者，则前将军新兴王飞，建切将军邓羌，立忠将军彭越，安远将军范俱难，建武将军徐盛。’”（《晋书·苻生载记》）
- “李庠，字玄序，特第三弟也。少以烈气闻。赵廞深器之，与论兵法，无不称善，每谓所亲曰：‘李玄序盖亦一时之关、张也。’”（《晋书·李特载记》）
- “傉檀曰：‘吾今新牧贵州，怀远安迩之略，为之若何？’（宗）敞曰：‘凉土虽弊，形胜之地，道由人弘，实在殿下。段懿、孟祎，武威之宿望；辛晁、彭敏，秦、陇之冠冕；斐敏、马辅，中州之令族；张昶，凉国之旧胤；赵昌、张穆、边宪、文齐、杨班、梁崧、赵昌，武同飞、羽。’”（《晋书·禿髮傉檀载记》）
- 李暠：“咏群豪之高轨，嘉关张之飘杰，誓报曹而归刘，何义勇之超出！据断桥而横矛，亦雄姿之壮发。”（《晋书·列传第五十七》）
- “史臣曰：‘长孙肥结发内侍，雄烈知名，军锋所指，罔不奔散，关、张万人之敌，未足多也。’”（《魏书·长孙肥传》）
- “当世推其骁果，皆以为关、张弗之过也。”（《魏书·杨大眼传》）
- “贼以延伯众少，开营竞追，众过十倍，临水逼蹙。（萧）宝夤亲观之，惧有亏损。延伯不与其战，身自殿后，抽众东渡，转运如神，须臾济尽，徐乃自渡。贼徒夺气，相率还营。宝夤大悦，谓官属曰：‘崔公，古之关、张也。今年何患不制贼！’”（《魏书·崔延伯传》）
- “薛彤、（高）进之并道济腹心，有勇力，时以比关羽、张飞。’”（《宋书·檀道济传》）
- “朱异之徒，积受金贝，遂使咸称胡、赵，比昔关、张，诬掩天听，谓为真实。”（《粱书·列传第五十》）
- “又有西域胡，妙于弓矢，弦无虚发，众军尤惮之。及将战，（吴）明彻谓摩诃曰：‘若殪此胡，则彼军夺气，君有关、张之名，可斩颜良矣。’摩诃曰：‘愿示其形状，当为公取之。’明彻乃召降人有识胡者，云胡著绛衣，桦皮装弓，两端骨弭。明彻遣人觇伺，知胡在阵，乃自酌酒以饮摩诃。摩诃饮讫，驰马冲齐军，胡挺身出阵前十馀步，彀弓未发，摩诃遥掷铣鋧，正中其额，应手而仆。”（《陈书·萧摩诃传》）
- “武人略阳垣历生、襄阳蔡道贵，拳勇秀出，当时以比关羽、张飞。”（《南史·文惠太子传》）
- “（从弟京杲）后从李光弼出井陉，督趫荡先驱，战嘉山尤力，（唐）肃宗异之，召见曰：‘黥、彭、关、张之流乎！’”（《新唐书·辛云京传》）
- “金将时全、合连、孛术鲁答哥率细军及众军三道渡淮，涉以合连善战，乃命张惠当之。惠，金骁将，所谓‘赛张飞’者，既归宋，金人杀其妻，所部花帽军，有纪律，它军不及也。惠率诸军出战，自辰至酉，金人大败，答哥溺死，陷失太半，细军丧者几二千。”（《宋史·贾涉传》）
- “齐孙膑晏婴、晋程婴公孙杵臼、燕乐毅、汉曹参陈平韩信周亚夫卫青霍去病霍光、蜀昭烈帝关羽张飞诸葛亮、唐房玄龄长孙无忌魏征李靖李绩尉迟恭浑瑊段秀实等，皆勋德高迈，为当时之冠。”（《宋史·志第五十八·礼八》）
- “关羽则为仇国所禽，张飞则遭帐下所害。凡此名将，悉皆人雄。”（《宋史·列传第一百九十八·文苑一》）
- “关张比疆治，将相俱和同。”（《梁父吟》）
- “将作大匠、屯骑校尉朝那侯青，武邑人也。机巧有算略，骁勇善骑射，所在先登陷陈。慕容俊拟之张飞。”（《十六国春秋·前燕录》）
- “楚、汉未分，绛、灌所以宣力；曹、刘竞逐，关、张所以立名。然则名立资草昧之初，力宣候经轮之会，攀附鳞翼，世有之矣。”（《隋书·列传第二十九》）
- “公结发戎旅，妙善孙吴 。如云如鸟之形，因山背水之势，莫不深明权变，躬先士卒。双鞬并带，二戟兼提。滕灌之骁雄，关张之勇扞，复见於兹矣。”（《大周使持节少傅大将军大都督恒夏灵银长五州诸军事恒州刺史普安壮公墓志铭》）
- “尔久从征伐甚有战功语其威名乃关张之比也。”（《冊府元龜·诫励》）
- “衛尉卿兼檢校左金吾衛大將軍涼國公李延昌，克樹勛庸，遍該韜略，關張萬人之敵，勇不顧身；程李二將之名，忠於衛主。”（《冊府元龜·備御》）
- “蜀之乃祖乃父，或士或人，而皆内禀忠贞，外资骁果，武负关张之气，文传扬马之风，迎大驾以涉岷峨，合诸军而定关辅忠气冠乎日月，勋业著乎山河，凡在幽遐，皆所传达。”（《冊府元龜·传檄》）
- “关羽、张飞，爪牙悉标于西庑。威生户牖，武耀庭除。”（《蜀先主庙记》）
- “乃若关云长、张益德，虽曰万人之敌，而程昱等辈奇之，然功业之著见者盖鲜矣。”（《十先生奥论注》）
- “楚、汉未分，绛、灌所以宣力；曹、刘竞逐，关、张所以立名。然则名立资草昧之初，力宣候经轮之会，攀附鳞翼，世有之矣。”（《隋书·列传第二十九》）
- “大周天授元年，拜公为镇军大将军，行左豹韬卫大将军。□坛受策，礼逾韩信；野战频胜，事逸张飞。”（《大周故镇军大将军高君墓志铭并序》）
- 張輔：“张飞关羽，皆人杰也。”（《名士优劣论》）
- 葛洪：“咸谓勇力绝伦者，则上将之器；洽闻治乱者，则三九之才也。然张飞关羽万人之敌 ，而皆丧元辱主，授首非所。”
- 石重貴評張彥澤：“猛若關張，氣吞荊聶，薦膺委寄，每著勤勞。鳴鏑離弦，既得吟猿之妙；青萍出匣，久彰斷兕之名。營陣之間，皆推果毅。”（《親征契丹命將制》）
- 常璩：“初，飞勇冠三军，与关羽俱称万人之敌。羽善待小人而骄士大夫，飞爱敬君子而不恤小人，是以皆败 。”（《华阳国志·刘先主志》）
- 崔鸿：“刘渊别将刘翼，骁勇过人，能一手举殿柱，跳过平阳门，时人拟之关张。”（《十六国春秋》）
- 庾信：“昔者受律赤符，韩信当千里，治兵白帝。张飞拟万人，皆比于今日，公之谓也。”（《周上柱国宿国公河州都督普屯威神道碑铭》）
- 王勃：“以先主之宽仁得众，张飞、关羽万人之敌，诸葛孔明管、乐之俦，左提右挈，以取天下，庶几有济矣。”（《三國論》）
- 李德裕：“忻州刺史兼御史中丞李丕，幼而倜傥，长负不羁，才耀奇而颖出，智释结而解，御侮是寄，益德冠於三军，骚动得人，剧孟雄於一敌。”（《授李丕汾州刺史制》）；“蜀先主与关羽、张飞同卧起，而稠人广坐，侍立终日。皆用此道，故能成功。夫御英杰，使猛将，与见道德之人，接方正之士不同也，不可以繁礼饰貌，以浮辞足言，宜洞开胸怀，令见肝肺。气慑其勇，恩结其心，虽踞洗召之，不为薄矣。禄山，夷狄之谲诈者也，非将门英豪，草莱奇杰，其战斗之气，击刺之才，去关、张远矣！”（《英杰论》）
- 殷尧藩：“威名垂万古，勇力冠当时。回首三分国，何人赋黍离。”（《张飞庙》）
- 徐夤：“虽倚关张敌万夫，岂胜恩信作良图。能均汉祚三分业， 不负荆州六尺孤。绿水有鱼贤已得，青桑如盖瑞先符。 君王幸是中山后，建国如何号蜀都。”（《蜀》）
- 杜甫：“孰與關張並，功臨耿鄧親。應天才不小，得士契無鄰。 ”（《謁先主廟》）
- 李亨：“自凶狂构祸，区宇未宁，蕴忠贞以立身，资义勇而成务。加其识度宏远，谋略冲深。张飞乃万人之敌，却縠是三军之帅。”（《命郭子儀充東京畿等道元帥詔》）
- 楊炯：“攻城野戰，張飛、關羽；奇策密謀，荀攸、賈詡。”（《瀘川都督王湛神道碑》）、“陶公相宅，郭璞占墳。麵丹鳳而背元龜，兆青烏而徵白馬。三百篇之後，卜筮何從？二千石之榮，子孫無替。長男仁叡、男中仁楷、少男仁護、仁昉等，或體窮三變，藩、陸不足以昇堂；或力敵萬夫、關、張不足以扶轂。”（《唐上騎都尉高君神道碑》）
- 唐僖宗：“前左武軍大將軍宋皓，負關張勇智，有韓白英雄，累著戰功，再居環衛。”（《討王郢詔》）
- 陳淵：“当时先主得关张，能使西川弱胜强。”（《默堂集·卷九》）
- 張士貴：“乃绛州义军都头目薛怀玉也。此人勇若关张，智同伊尹，堪当大用。”（《薛仁贵征辽事略》）
- 贯休：“龚遂刘宽同煦妪，张飞关羽太驱驰。”（《贺郑使君》）
- 岑参：“虏骑无数来，见君不敢当。汉将小卫霍，蜀将凌关张。”（《东归留题太常徐卿草堂》）
- 赵蕤：“（虞世南）曰：彼孔明者，命世之奇才，伊吕之俦匹，臣主同心，鱼水为譬，但以国小兵弱，斗绝一隅，支对二方，抗衡上国；若使与曹公易地而处，骋其长算，肆关、张之武，尽诸葛之文，则霸王之业成矣。”（《长短经》）
- 王鎔：“早绾父兵，夙知军志。张飞之敌，每说无前。魏万之名，咸言必大。”（《薦王師範表》）
- 张说：“思齐忠壮而异材，求之古人，张飞、许褚等也。”（《举陈光乘等表》）
- 崔致遠：“然必愿剑拂狼星，旗迎圣日，终继张飞之拒后，不惭聂叔之致师。”；“军名定难，雅称关张之声；县号宜君，克符尧舜之德。”（《贺杀黄巢贼徒状》）；“斯乃司徒相公镜於心而宽兮绰兮，枰於事而无偏无党，网罗隽彦，笼罩骁雄，於儒则沈谢呈才，於武则关张效力。”（《初投献太尉启》）；“所谓有非常之人，然后有非常之事，绛灌亦一时俊杰，关张非累世勋庸，镂姓名於金鼎玉锺，饰仪形於云台烟阁，永言尽美，孰敢争先？”（《徐州时溥司空·第二》）
- 桑叔文：“汉有汲黯，当朝为之正色。若非功高卫霍，名比关张，孰能有此荣贵。”（《唐故淮南节度讨击副使光禄大夫试殿中监兼泗州长史上柱国北平县开国伯田府君墓志铭》）
- 徐铉：“唐室崩离，诸侯角逐。吴武王奋桓文之举，我先君效关张之用。摧（生字“亠凶”，即脑字无月）略地，所向无前。功加于时，庆钟于后。”（《洪州丰城县李司空碑文》）
- 孔平仲：“狄青字汉臣。元昊叛，屡将兵出战，四年间大小二十五阵，八中流矢，人呼‘狄天使’，上观其仪表曰：‘朕之关张。’”（《孔氏谈苑》）
- 曹勋：“帝谓关张勇，气吞豺虎群。忠诚昭白日，始卒翊明君。灭沿台躔耀，哀荣凤口坟。传家有贤嗣，泪血入江云。”（《杨和王挽章五首》）
- 曾巩：“侯以智勇为将，号万人敌。当蜀之初，与魏将张郃相距于此，能破敌军，以安此土，可谓功施于人矣。其殁也，又能泽而赐之，则其食于阆人不得而废也，岂非宜哉？。”（《元丰类稿·阆州张侯庙记》）
- 岳飞：“一死何足道，要使后世书策知有岳飞之名，与关张辈功烈相仿佛耳。”（《金驼续编·卷二十八》）
- 陈子微：“厦倾木不支，鼎重足先折。关张不终身，仪秦亦无舌。”（《本堂集·卷二十九》）
- 刘知幾：“关张以傲诞为将，桑霍以满盈居职。”（《思慎赋》）
- 员兴宗：“吾乡所遣骑，乃探骑耳。岂人人关张乎！”（《九华集·卷二十四》）
- 綦崇礼：“以颇牧之才，关张之勇，尽护诸将，独殿一方，鏖兵苦战，则大敌为殲，据险守坚，则严师莫犯。”（《北海集·卷十一》）
- 李廌：“骈英雄则关张奋其武，登隽良则庞蒋善其职。”（《济南集·卷五》）
- 黄履翁：“古之烈士才略，则向宠、柳浑、蔡道贵、鲍昭。或晓畅军事，料敌万里；或勇比关张，或治绩显太原。”（《古今源流至论·别集卷四》）
- 汪藻：“决胜重围，飞、羽有万人之敌。”（《浮溪集·韩世忠除两镇节度使制》）
- 杨万里：“过威则离，张飞是也。过强则骄，李光弼是也。”（《诚齐易传》）
- 徐梦莘：“（张）仲宝字子贤，有膂力，时人谓之小张飞子。”（《三朝北盟会编·卷一百三十二》）
- 贾似道：“要知斗处关张勇，头小牙长体似金。”（《促织经·琵琶翅》）
- 陸游：“顏良文丑知何益，關羽張飛死可傷。等是人間號驍將，太山寧比一毫芒。”（《讀史》）
- 叶适：“（耿）豪虽凶粗不足取，而以关张比之，则又其细尔。”（《习学记言·卷三十五》）
- 樓鑰：“荆門多古跡，義勇之士服習教法，持利兵以賈勇。望高陽之長阪，其亦有慕張益徳之横矛拒敵者乎！”（《荆門軍義勇甲仗庫記》）
- 萧常：“羽飞万人之敌勇有余，而不知迹其行事。皆有国士之风，然羽刚而自矜，飞暴而少恩，此其所以败也。”（《续后汉书》）
- 刘克庄：“骨已朽黄泉下，传犹列青史中。猛朴时来宰相，关张运去英雄。”（《即事六言四首》）
- 陈元靓：“汉失其鹿，三分鼎峙。爰佐昭烈，实惟车骑。敌万人，兵行九地。睠是雄材，霸王之器。”（《事林广记后集》）
- 郝经：“羽、飞昭烈啑血起义，夙定君臣之分，期复汉室，百折兴王。阚如两虎啸风从龙，夹之以飞，雄猛震一世，号称万人敌。羽报效于操，致书而去，飞瞋目横矛，而与操决。矫轿义烈，上通于天，汉于是乎不亡。”（《续后汉书·卷十六》）
- 祖无择：“蜀之诸将，惟飞最雄。”（祖龙图·《据水断桥赋》）
- 冯梦龙：“释严颜，诲马超，都是细心作用，后世目飞为粗人，大枉。”（《智囊•上智部•见大卷•030张飞》）
- 清代趙翼的《廿二史劄記》卷七關張之勇的部份，詳細整理了古人以關羽、或關張用作皆為勇將代名詞的資料，並且認為「漢以後稱勇者必推關張」。
- 卢弼：“张飞屯固山，曹洪破吴兰，飞退走。是飞虽勇猛，亦时为强敌所败也。”（《三国志集解》）

### 轶闻
南朝·梁·陶弘景《古今刀剑录》：“张飞初拜新亭侯，自命匠炼赤朱山铁为一刀，铭曰‘新亭侯，蜀大将也’。后被范强所杀，将此刀入于吴。”此事纯属无稽之谈，张飞封新亭侯时尚在荆州，身未尝入蜀，何以便称“蜀大将”？即身在蜀，亦当称“汉将军飞”。

## 民间艺术

### 三国演义

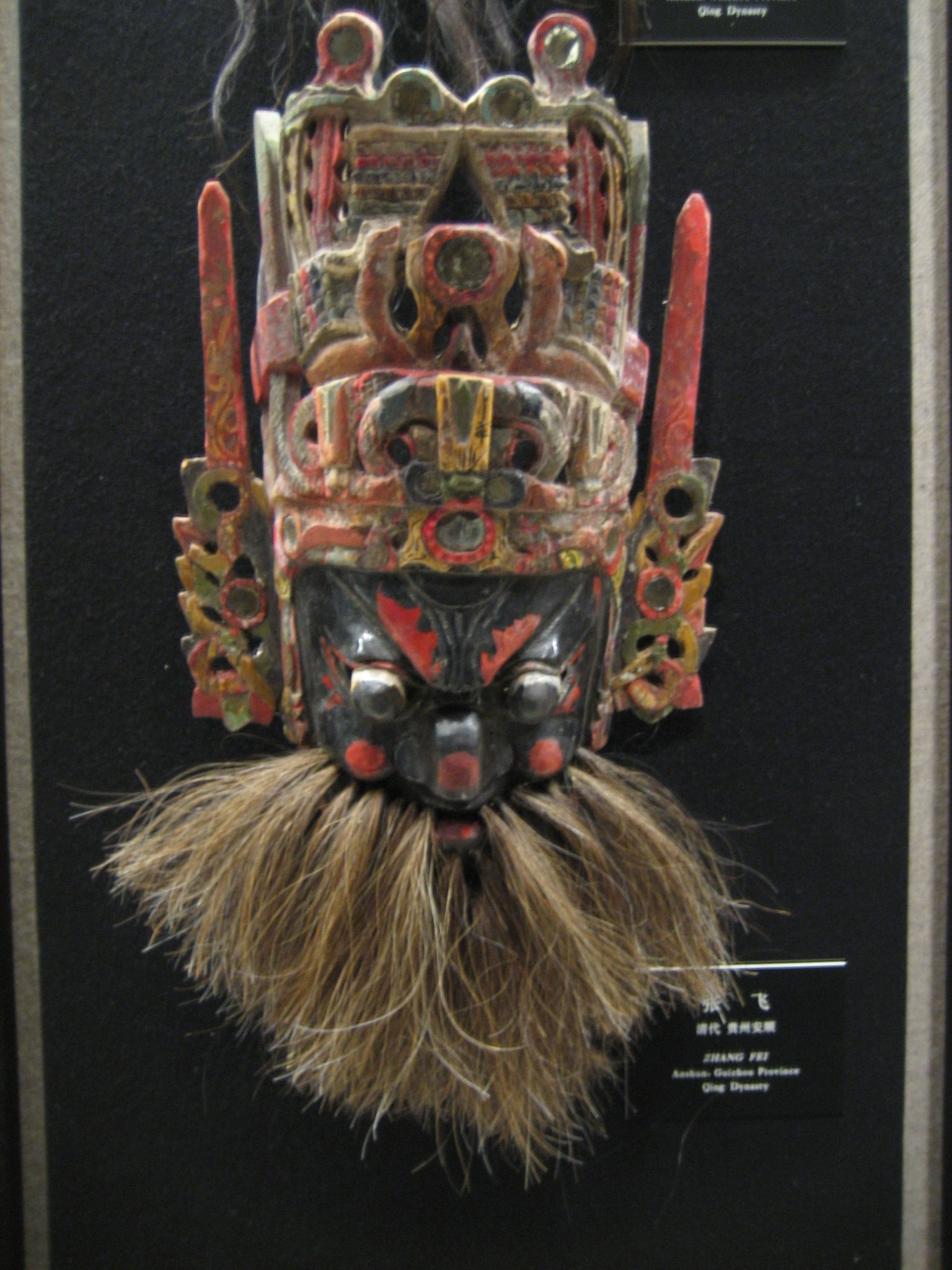
清代安顺地戏面具张飞像

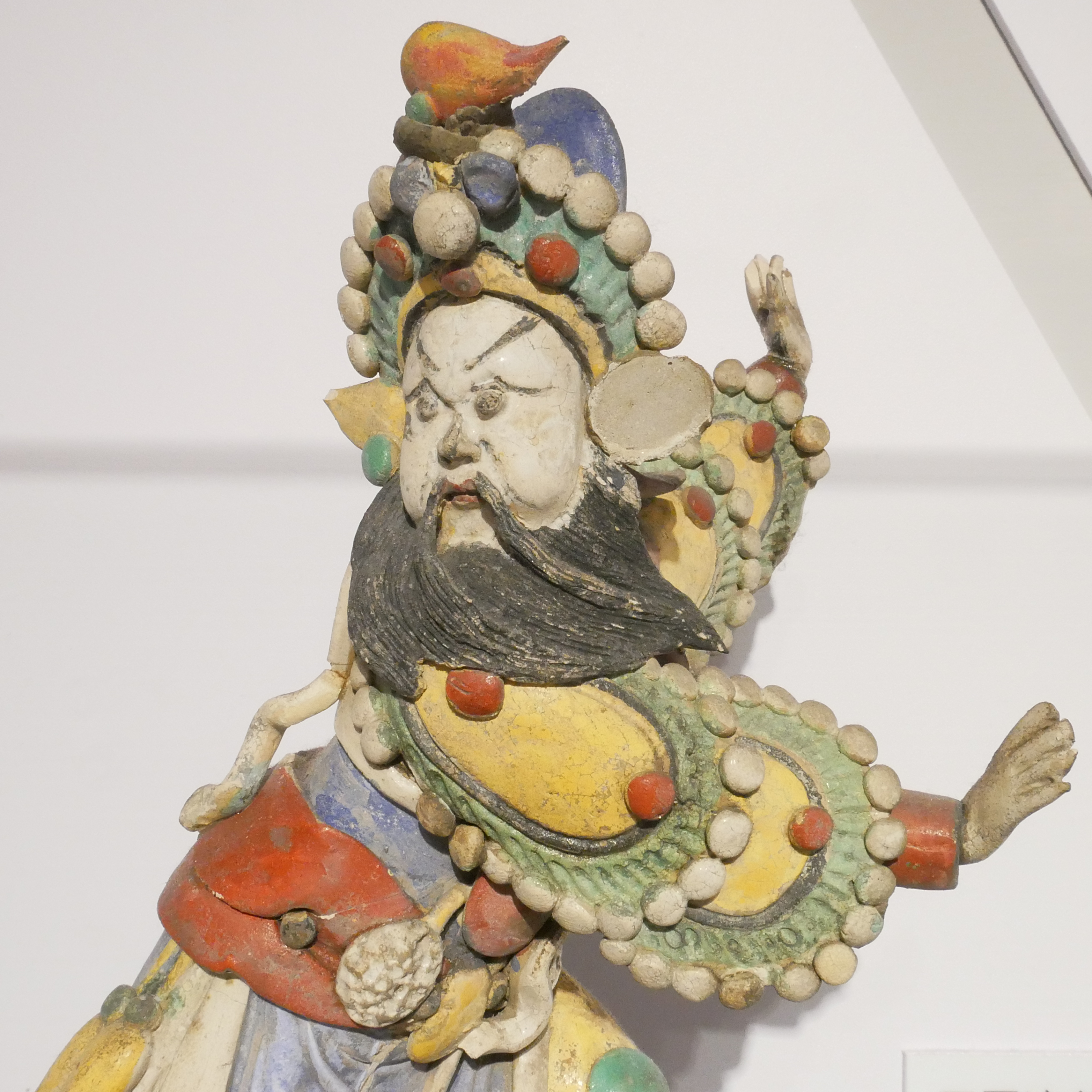
交趾陶張飛像

小說《三國演義》總成過往小說、戲曲、話本及民間傳說中張飛的故事，和史書中的張飛事蹟有所出入，如張飛早年以賣酒屠豬為業、怒鞭督郵(實為劉備所為)、长坂桥大哮嚇死夏侯傑的誇張手法、以至數戰呂布、古城聚義、獨取武陵、大戰馬超、使用蛇矛、身高樣貌，甚至張飛字「翼德」等都是虛構。

### 墓葬及信仰

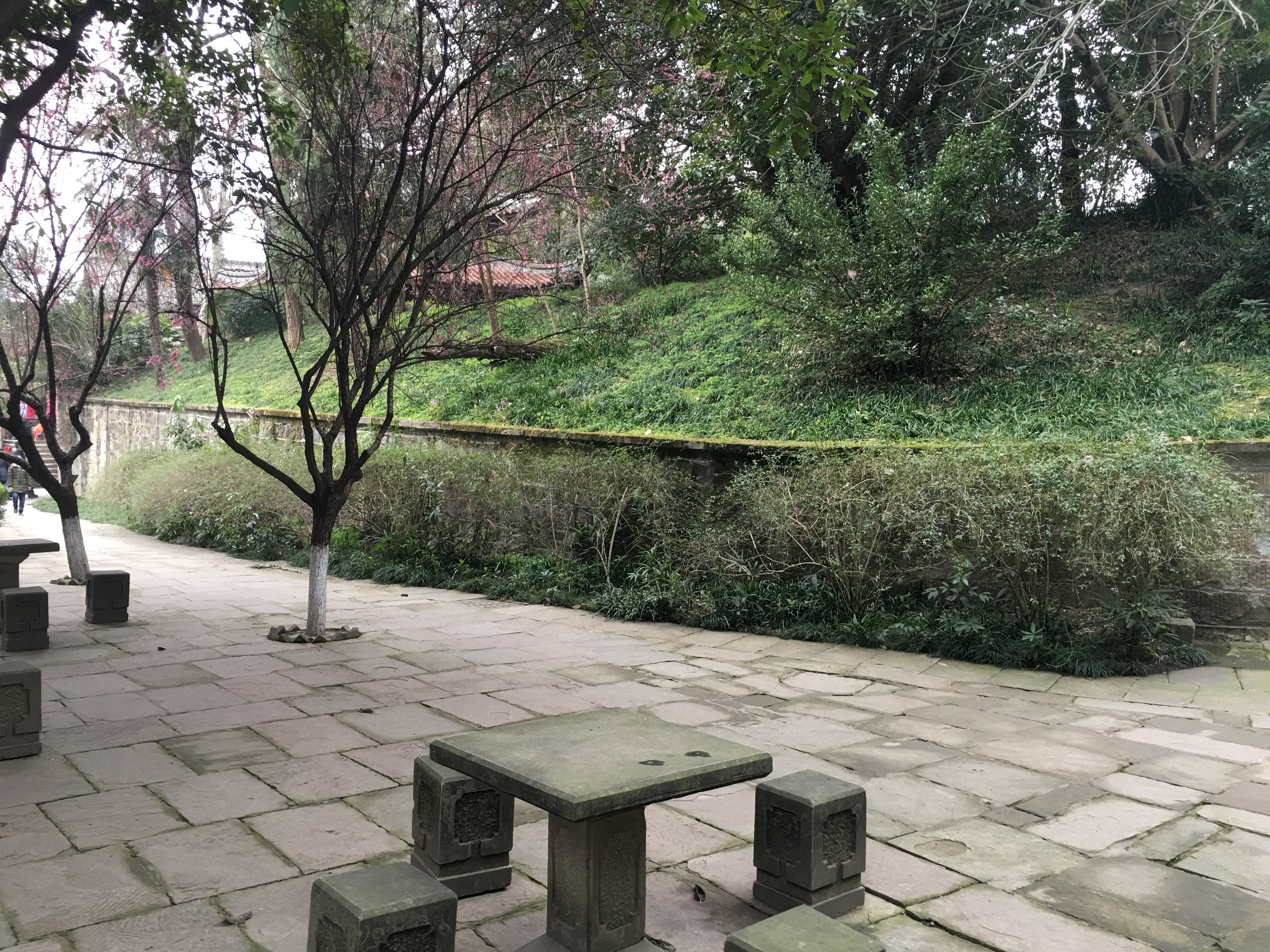
阆中张桓侯祠后部张飞墓冢

传说张飞头颅葬于重庆云阳张桓侯庙（张飞庙），躯体葬于四川阆中张桓侯祠（汉桓侯祠）。此外主祀寺廟尚有四川自貢桓侯宮、台灣台中市東興市場福興宮等，副祀寺廟則有四川成都武侯祠、台灣台北市北投行天宮、新北市三峽行修宮、桃園市大溪劉備廟等。

### 表字
很多人误以为张飞字翼德，以为这才跟飞字相协。其实「益」是通假「鷁」（一种会飞的水鸟）。另外陳壽在《三國志》記載其表字「益德」有兩處，裴松之注亦有兩處，應為事實。近代学者任乃强注《华阳国志》亦认同此说。

### 工书画
民間流傳張飛善書畫、善畫仕女圖，例如明《畫髓元詮》載：「張飛……喜畫美人，善草書」清《歷代畫徵錄》載：「張飛，涿州人，善畫美人」等，更有「三弟（張飛）畫美人，二哥（關羽）補竹」之說。相關說法最早出自明朝人的筆記，並有一份查無原蹟的石刻拓文傳世。由於明朝上離漢朝已遠，史料不見於唐宋，而明人偽作之風又盛，缺乏實證下史家對此說多持否定態度，卻成為漫畫家、小說家熱衷的題材。

### 饅頭
張飛帶兵征劉璋時製造。又有一說，饅頭乃出自三國蜀漢諸葛亮。當時諸葛亮率軍南渡瀘水以討孟獲。根據當地的習俗，大軍渡江之前必須以人頭祭祀河神。諸葛亮遂命人以白麵裹肉蒸熟，代替人頭投入江中。諸葛亮將其命名為「瞞頭」，即欺瞞河神之假頭之意。另一說命名為「蠻頭」，蠻人之頭之意。

### 坐骑
早在北宋·叶廷珪的《海录碎事》中就記載張飛的馬名為「豹月烏」（《三國志補注》中亦有引用，称出自《彙苑》）。在許多明代文人的私人筆記著作中，曾提及張飛的坐騎名為「玉追」，而且還根據「人中有呂布，馬中有赤兔」的句式，而傳有「人中有張飛，馬中有玉追」一語；據古時口耳相傳的民間傳說習俗，「玉追」很有可能是「烏騅」（黑色的馬）音誤而成。另外，在舊版小說中，張飛坐騎則為「閉月烏」。

### 影视
- 《桃園三結義》（1968年，台灣國益影業公司電影）：由趙群飾演
- 《三國春秋》（1976年，麗的電視本港台電視劇）：由郭峰飾演
- 《刘关张传奇之桃园三结义》（1989年，河北電視台電視劇）：由李靖飛飾演
- 《关公》（1992年，浙江华策影视電視劇）：由王为念飾演
- 《三國演義》（1992年，中國中央電視台電視劇）：由李靖飛飾演
- 《貂蝉》（2002年，陈家林执导电视剧）：由李靖飛飾演
- 《关公》（1996年，中華電視公司電視劇）：由崔浩然飾演
- 《超時空要愛》（1998年，黎大煒執導電影）：由李綺虹飾演的Gigi，在跨越時空回到古代三國後化身張飛。
- 《吕布与貂蝉》（2001年，陳凱歌執導電視劇）：由寇占文飾演
- 《武圣關公》（2004年，鄭克洪執導電視劇）：由张友龄飾演
- 《見龍卸甲》（2008年，李仁港執導電影）：由陳之輝飾演
- 《赤壁》（2008年，吳宇森執導電影）：由臧金生飾演
- 《終極三國》（2009年，台灣八大電視劇）：由博焱飾演
- 《越光寶盒》（2010年，劉鎮偉執導電影）：由樊少皇飾演
- 《三國》（2010年，中国传媒大学电视制作中心 電視劇）：由康凱飾演
- 《回到三國》（2012年，無綫電視 電視劇）：由曾偉權飾演
- 《曹操》（2014年，胡玫执导電視劇）：由李龙飾演
- 《武神赵子龙》（2016年，國建勇执导电视剧）：由朱来成飾演
- 《終極三國》（2017年，中國優酷網路劇）：由金中西飾演
- 《新解釋·三國志》（2020年，福田雄一執導電影）：由高橋努飾演
- 《真·三國無雙》 （2021年，周顯揚執導電影）：由張建聲饰演
- 《大話三國之三國志霸道》（2022年，台灣亞洲心動娛樂手機網路劇）：由楊傑飾演
- 《大話三國2之三國志霸道》（2023年，台灣亞洲心動娛樂手機網路劇）：由楊傑飾演

### 遊戲
- 真三國無雙系列／無雙OROCHI系列（由掛川裕彥、福原耕平配音）
- 吞食天地II 赤壁之戰
- 三國戰紀
- 王者荣耀
- 神魔之塔(Tower of Saviors)
- 全軍破敵：三國
- 三国杀

### 動漫作品
- 张飞审瓜
- 《三國志》
- 《三國演義》
- 《三國志》（橫山光輝）
- 《天地吞食》（本宮宏志）
- 《蒼天航路》（王欣太）
- 《火鳳燎原》（陳某）、火鳳燎原外傳小說《翼德》（王貽興）: 設定為著名的桃園畫家，曾以繪畫之名畫製地圖，在諸葛亮出山前為劉備軍軍師，以「有勇無謀」見稱。
- 《幻想三國誌 -天元靈心記-》

### 戏曲

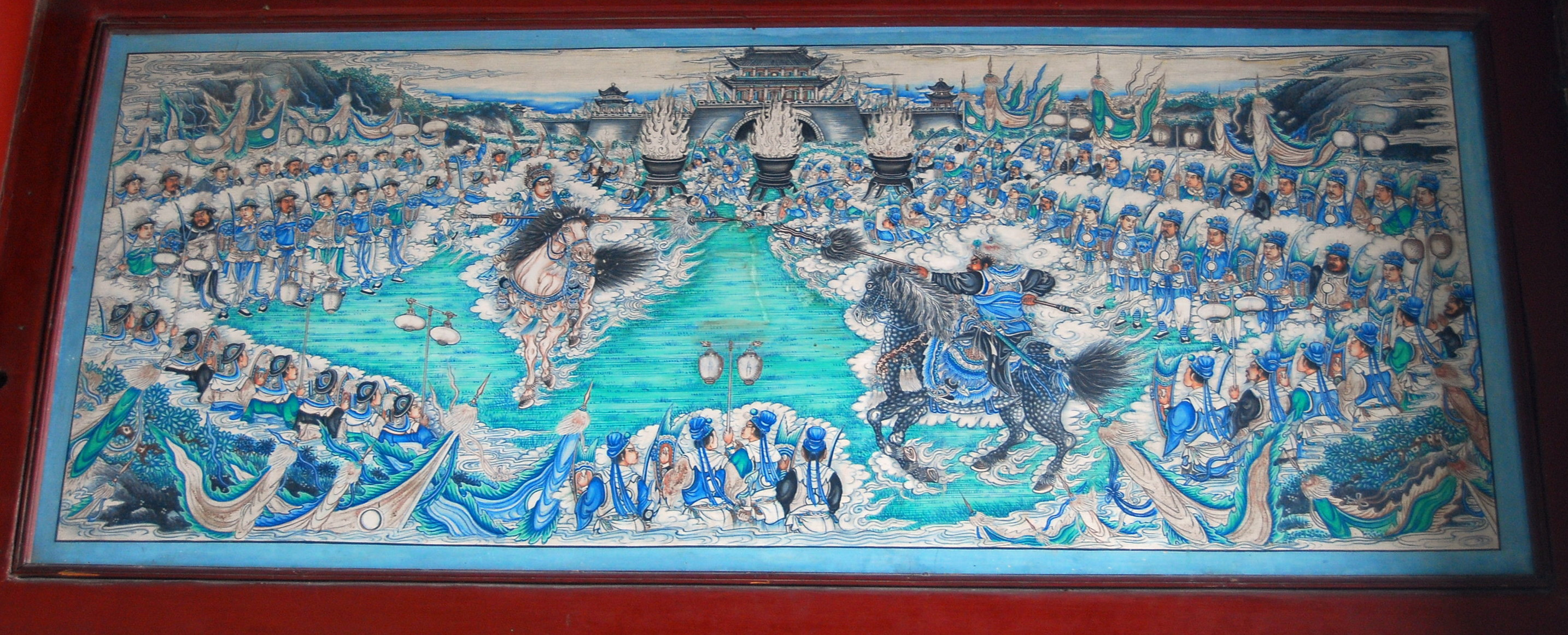
颐和园长廊彩绘：张飞夜战马超

中国传统戏曲中张飞的角色，以《三国演义》的描写而创作，脸谱勾成黑十字门蝴蝶脸。蝴蝶有张“飞”、“翼”德之意。而不同场合，张飞脸谱可以勾画出笑面或是怒面；同时张飞的脸谱为黑脸而有豹头环眼之态，加上大髯口，表现其凶猛、骁勇之相。像是魯智深、李逵等人也都是「架子花臉」。

### 饮食
- 张飞牛肉起源于四川阆中，当地回族群众喜食牛羊肉，因牛肉熏制后呈外表黑色，内里红色，故冠以张飞“面黑心红”之形象而得名。
- 张飞豆干起源于四川阆中，张飞镇守阆中时，见阆苑山清水秀盛产一种米黄豆，遂用此豆加山泉制作豆干，结果其味更佳。此法后流传于民间，制作的豆干成为川北一绝，老百姓因感念张飞，便将此豆干称为张飞豆干。——豆干口味独特，色香味俱全。
- 張飛板麵起源于河南新野，在传统的工艺上，通过精加工、揉条摔板的麵厚薄均匀，炸炒焖炖佐料而成。

## 延伸阅读
[在维基数据编辑]
 《三國志·卷36》，出自陳壽《三國志》
 在维基共享资源阅览影像、分类